# Вилађо дел Соле (Лече)
Вилађо дел Соле (итал. Villaggio del Sole) је насеље у Италији у округу Лече, региону Апулија.
Према процени из 2011. у насељу је живело 22 становника. Насеље се налази на надморској висини од 21 м.